# Пільгуй Володимир Михайлович
Володимир Михайлович Пільгуй (нар. 26 січня 1948, Дніпропетровськ) — радянський футболіст українського походження, воротар.
Насамперед відомий виступами за клуб «Динамо» (Москва), а також національну збірну СРСР.

## Клубна кар'єра
У дорослому футболі дебютував 1968 року виступами за команду клубу «Дніпро» (Дніпропетровськ), в якій провів два сезони, взявши участь у 67 матчах чемпіонату.
Своєю грою за цю команду привернув увагу представників тренерського штабу клубу «Динамо» (Москва), до складу якого приєднався 1970 року. Відіграв за московських динамівців наступні дванадцять сезонів своєї ігрової кар'єри. Більшість часу, проведеного у складі московського «Динамо», був основним голкіпером команди.
Завершив професійну ігрову кар'єру у нижчеліговому клубі «Кубань», за команду якого виступав протягом 1982—1983 років.

## Виступи за збірну
У 1972 році дебютував в офіційних матчах у складі національної збірної СРСР. Протягом кар'єри у національній команді, яка тривала 6 років, провів у формі головної команди країни лише 12 матчів.
У складі збірної був учасником чемпіонату Європи 1972 року у Бельгії, де разом з командою здобув «срібло».

## Титули і досягнення
- Володар Кубка СРСР: 1970, 1977
- Голкіпер року в СРСР: 1973
- Бронзовий олімпійський призер: 1972, 1980
- Віце-чемпіон Європи: 1972
- П'ять разів входив у список 33 найкращих футболістів сезону в СРСР (1972—1974 і 1977 рр.)